# روبرتو بادیانی
روبرتو بادیانی (انگلیسی: Roberto Badiani؛ زادهٔ ۹ اکتبر ۱۹۴۹) بازیکن فوتبال اهل ایتالیا است.
از باشگاه‌هایی که در آن بازی کرده‌است می‌توان به باشگاه ورزشی لاتزیو، باشگاه فوتبال پیستویزه، باشگاه فوتبال سمپدوریا، باشگاه فوتبال لیورنو، و باشگاه فوتبال ناپولی اشاره کرد.